# Güstrow
Güstrow é uma cidade da Meclemburgo-Pomerânia Ocidental, na Alemanha. É a capital do distrito de Rostock.
Tem uma população de 29.083 (2019) e é a sétima maior cidade em Meclemburgo-Pomerânia Ocidental. A cidade é conhecida por seu palácio renascentista e pelo seu centro histórico.

## Geminações[3]
- Kronshagen;

- Neuwied;

- Ribe;

- Gryfice.